# Theodoxus lituratus
Theodoxus lituratus is een slakkensoort uit de familie van de Neritidae. De wetenschappelijke naam van de soort is voor het eerst geldig gepubliceerd in 1838 door Eichwald.